# Lauritz Gap
Das Lauritz Gap ist ein etwa 350 m hoch gelegener Gebirgspass auf Südgeorgien. Auf der Barff-Halbinsel liegt er nordöstlich des Fleuret Peak.
Das UK Antarctic Place-Names Committee benannte ihn 2014 nach dem Norweger Lauritz Edvard Larsen (1854–1924), ab 1909 der erste Manager der Walfangstation am Ocean Harbour.